# Voghiera
Voghiera é uma comuna italiana da região da Emília-Romanha, província de Ferrara, com cerca de 3.941 habitantes. Estende-se por uma área de 40 km², tendo uma densidade populacional de 99 hab/km². Faz fronteira com Argenta, Ferrara, Masi Torello, Portomaggiore.

## Demografia
| Variação demográfica do município entre 1861 e 2011                               |
|                                                                                   |
| Fonte: Istituto Nazionale di Statistica (ISTAT) - Elaboração gráfica da Wikipedia |